# Else Lüders (Frauenrechtlerin)

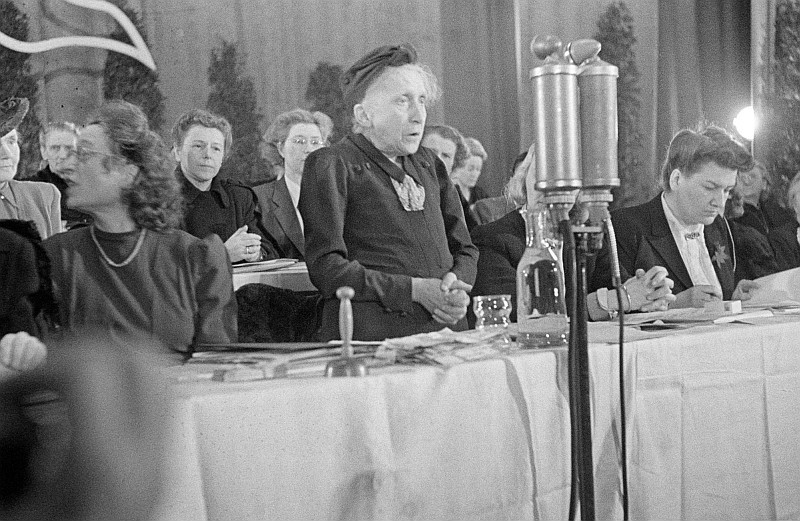
Else Lüders auf dem Gründungskongress des DFD 1947 bei einer Rede.

Else Lüders (* 27. Juli 1872 in Drossen, Neumark; † 15. Januar 1948 in Berlin) war eine deutsche Politikerin. Sie war Mitglied der CDU und Mitbegründerin des Demokratischen Frauenbundes Deutschlands.

## Leben
Lüders war langjährige Sekretärin des 1888 gegründeten Vereins Frauenwohl Berlin und seiner Vorsitzenden, der Frauenrechtlerin Minna Cauer. Der Verein Frauenwohl gehörte zum so genannten radikalen Flügel der bürgerlichen Frauenbewegung und war ab 1899 im Verband Fortschrittlicher Frauenvereine organisiert. 1907 trat der Verband dem Bund Deutscher Frauenvereine bei, der sich 1933 auflöste, um einer Unterstellung unter die NSDAP zu entgehen. 1927 war Else Lüders Regierungsrat in der Reichsarbeitsverwaltung; 1928 wurde sie Oberregierungsrat und trat 1933 auf eigenen Wunsch in den Ruhestand. Nach 1945 wurde sie Mitglied des Berlin-Schöneberger Kreisverbandes der CDU und war von 1945 bis 1947 im Zentralen Frauenausschuß. 1947 gehörte sie zu den Mitbegründerinnen des DFD und hatte von 1947 bis 1948 die Funktion der stellvertretenden Bundesvorsitzenden des Demokratischen Frauenbund Deutschlands inne.
Bei dem Verleger Johann Daniel Sander handelt es sich um ihren Urgroßvater, dem sie sich 1940 in dem Buch Die Sanders widmete.
In Berlin-Köpenick ist die Lüdersstraße nach ihr benannt.
Else Lüders ist nicht zu verwechseln mit Marie-Elisabeth (Lisbeth) Lüders, die ebenfalls in der Berliner Frauenbewegung aktiv war.

## Werke (Auswahl)
- Der „linke Flügel“. Ein Blatt aus der Geschichte der deutschen Frauenbewegung. W. & S. Loewenthal, Berlin 1904, OCLC 248473093 (Digitalisat bei der Staatsbibliothek zu Berlin).
- Das Interesse des Staates am Frauenstimmrecht. Verlag Preußischer Landverein für Frauenstimmrecht, Berlin 1908, OCLC 915677879 (Digitalisat und Volltext im Deutschen Textarchiv).
- Ein Leben des Kampfes um Recht und Freiheit. Minna Cauer zum 70. Geburtstag. W. & S. Loewenthal, Berlin 1911, OCLC 1397177164 (Digitalisat bei der Staatsbibliothek zu Berlin).
- Frauengedanken zum Weltgeschehen. Bekenntnisschrift einer demokratischen Frau. Friedrich Andreas Perthes, Gotha 1920, DNB 573858128 (Digitalisat bei der Deutschen Nationalbibliothek).
- Minna Cauer, Leben und Werk. Dargestellt an Hand ihrer Tagebücher und nachgelassenen Schriften. Friedrich Andreas Perthes, Gotha 1925, DNB 573910529.
- Die Sanders. Ein Familienschicksal aus Preußens Notzeit und Aufstieg. Leopold Klotz Verlag, Leipzig 1940, DNB 574923128 (Digitalisat bei der Staatsbibliothek zu Berlin).